# SpaceRISE
SpaceRISE (voluit Space Consortium for a Resilient, Interconnected and Secure Europe) is een consortium van Europese ruimtevaartbedrijven die samen in opdracht van de Europese Unie de IRIS²-constellatie, Europa’s eigen beveiligde breedband telecommunicatieconstellatie, bouwen en beheren.

## Deelnemende bedrijven

### Leidinggevende bedrijven
De leiding van het consortium ligt bij de satellietoperatoren:
- SES
- Eutelsat
- Hispasat

### Onderaannemers
Het consortium bevat ook een heel deel onderaannemers waarvan vele van in het begin actief meewerkten aan het bod voor de constructie van IRIS²:
- Airbus Defence and Space - oorspronkelijk deel van de leidende bedrijven
- Thales Alenia Space - oorspronkelijk deel van de leidende bedrijven
- Hisdesat
- Telespazio
- OHB
- Deutsche Telekom
- Orange

en verder nog een aantal kleinere Europese ruimtevaartbedrijven en start-ups die contractueel voor 30% van de totaalkosten moeten aanleveren met het oog op het uitbouwen van een rijkere en robuuste Europese ruimtevaartindustrie.